# Maison des Princes de Rohan
La maison des Princes de Rohan, aujourd'hui mairie de Pont-Scorff, est une ancienne maison de Pont-Scorff, dans le Morbihan.

## Localisation
La maison est située 4 Place de la Maison-des-Princes, immédiatement au nord de l'église du Sacré-Cœur, au centre-ville de Pont-Scorff.

## Histoire
Sa date de construction et sa fonction originelle restent mal connues. Il pourrait s'agir d'une demeure bourgeoise de 1511, également utilisée comme maison de justice et de gabelle, par Jean de Rohan-Guémené, grand-maître de Bretagne.
À la fin du XVIe siècle, elle sert de pied-à-terre à Louis VI de Rohan-Guémené, et prend le nom sous lequel elle est aujourd'hui connue.
Acheté par la municipalité en 1921, le bâtiment en est devenu le siège en 1924.
L'ancienne maison est classée au titre des monuments historiques par arrêté du 2 avril 1932.
Une campagne de restauration y est menée entre 1990 et 1992.

## Architecture

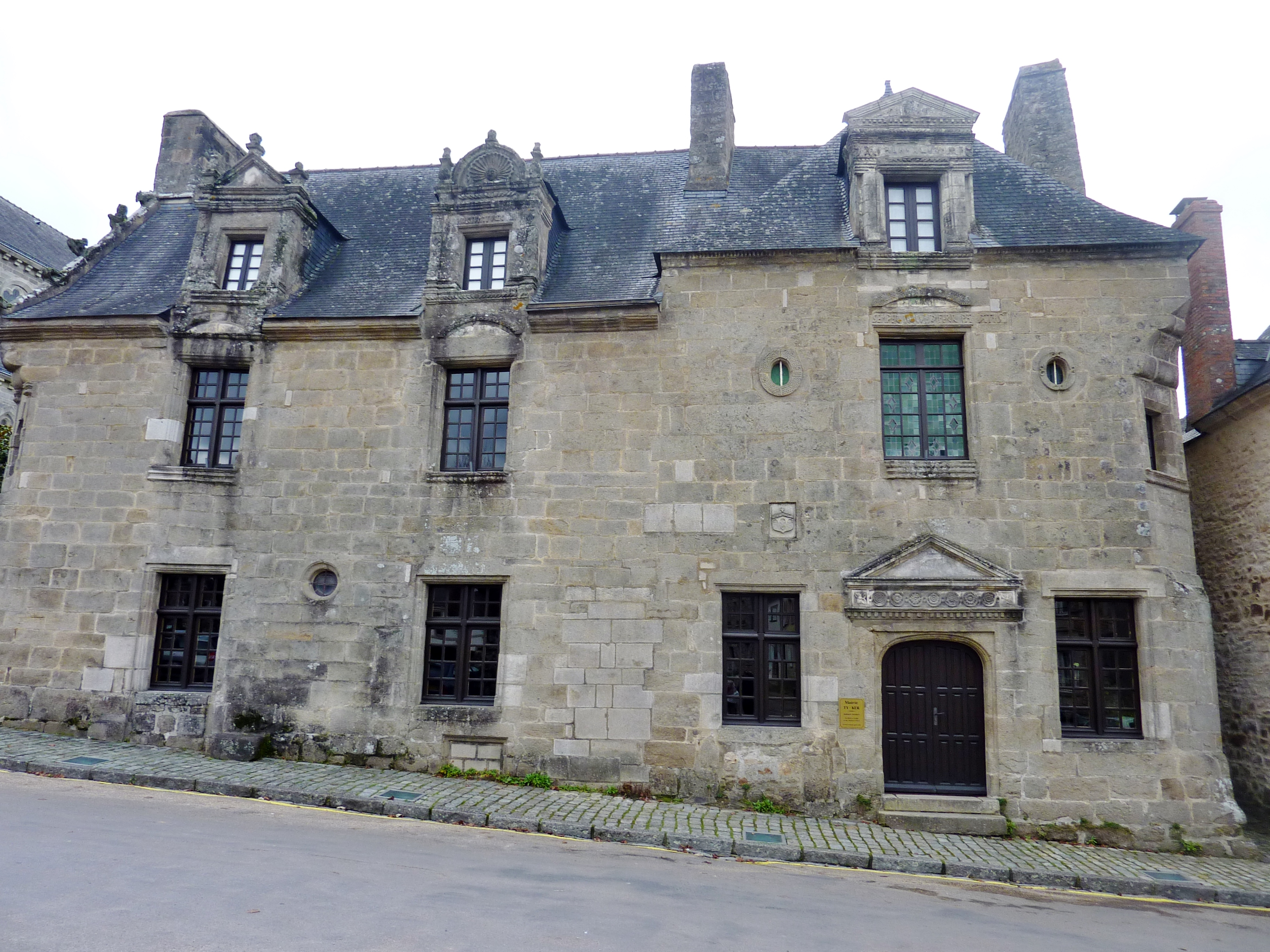
La « Maison des Princes », actuelle mairie de Pont-Scorff.

Il s'agit d'une demeure Renaissance,, bâtie en granite local,. Elle se présente comme un corps de logis constitué de deux maisons remaillées ensemble. La maison est surmontée de lucarnes finement sculptées,. Des planchers à poutres apparentes et des cheminées sculptées sont encore visibles à l'intérieur.
Puisque ayant servi autrefois à rendre la justice, une prison y a également été aménagée.
Une légende évoque aussi l'existence d'un souterrain reliant le bâtiment aux caves du château du Leslé afin d'acheminer de l'un à l'autre les condamnés vers leur lieu de pendaison.